# Vertrag von Waitangi
Der Treaty of Waitangi, in Māori Te Tiriti o Waitangi (deutsch Vertrag von Waitangi), ist die älteste Verfassungsurkunde Neuseelands. Der Vertrag wurde am 6. Februar 1840 bei Waitangi in der Bay of Islands, auf der Nordinsel Neuseelands, von Lieutenant-Governour William Hobson als Vertreter der britischen Krone und 45 Chiefs der nördlichen Māori-Clans unterzeichnet.

## Vertragsdokumente

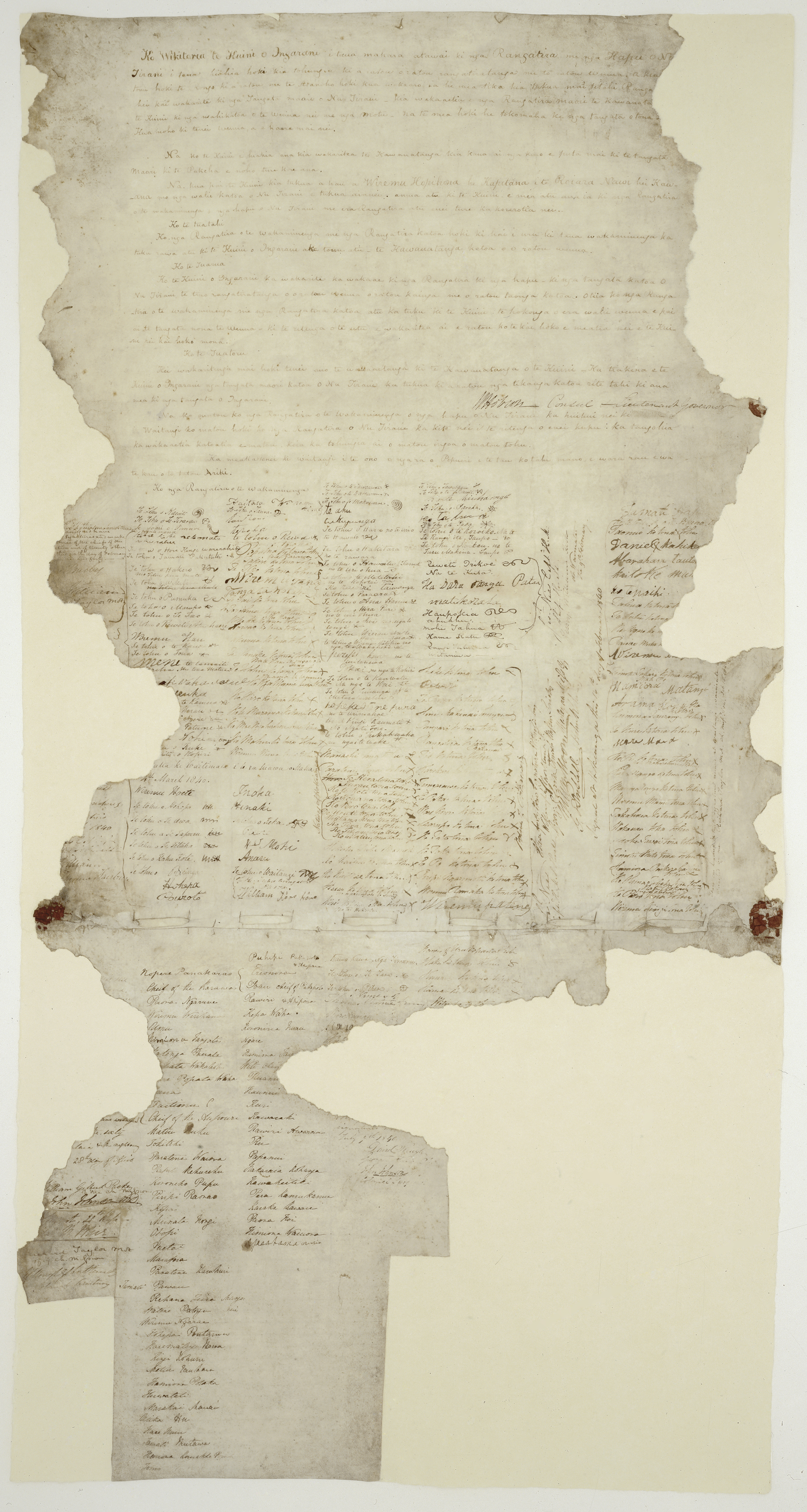
Der Vertrag von Waitangi

Der Treaty of Waitangi besteht in seiner noch existierenden Form nicht aus einem einzelnen Dokument, sondern aus insgesamt neun Dokumenten, sieben davon auf Papier geschrieben bzw. gedruckt und zwei auf Pergament. Am Tag der Erstunterzeichnung lag das Hauptdokument des Vertrages in englischer und maorischer Sprache vor. Die anderen sieben Dokumente waren handschriftlich angefertigte Kopien, die nach der Erstunterzeichnung des Originals in andere Landesteile der Nordinsel und den Norden der Südinsel zur Unterzeichnung durch andere Klanchefs geschickt wurden. Von diesen Kopien existiert nur noch ein Dokument in englischer Sprache, alle anderen sind in Māori verfasst. 1841 wurden die Dokumente vor der Vernichtung durch ein Feuer, das das Regierungsgebäude in Auckland völlig zerstörte, bewahrt. Doch führte eine unsachgemäße Aufbewahrung der Dokumente zwischen den Jahren 1877 und 1908 dazu, dass die Vertragsdokumente durch Feuchtigkeit und Rattenbefall zum Teil erheblich beschädigt wurden. Die Dokumente, die heute das gesamte Vertragswerk ausmachen, sind wie folgt strukturiert und benannt:
- Waitangi Sheet – (wurde durch Ratten stark beschädigt)
- Manukau-Kāwhia Sheet
- Waikato-Manukau Sheet – (das einzige Blatt in Englisch)
- Printed Sheet – (Vertrag in gedruckter Form)
- Tauranga Sheet
- Bay of Plenty (Fedarb) Sheet
- Herald (Bunbury) Sheet – (wurde durch Ratten stark beschädigt)
- Cook Strait (Henry Williams) Sheet
- East Coast Sheet

Das Original wurde von William Hobson, James Busby, Henry Williams und etwa 45 Klanchefs unterzeichnet, erster Unterzeichner von ihnen war Hone Heke, Mitglied der Ngāpuhi und einer ihrer großen Anführer. Insgesamt unterzeichneten etwa 540 Māori-Führer aus 39 Teilen des Landes den Vertrag, unter ihnen auch einige Frauen.

## Vertragsinhalt
Der Vertrag gliedert sich in eine Präambel und drei Artikel.

### Präambel
| Englisch | Übersetzung |
| --- | --- |
| “HER MAJESTY VICTORIA Queen of the United Kingdom of Great Britain and Ireland regarding with Her Royal Favour the Native Chiefs and Tribes of New Zealand and anxious to protect their just Rights and Property and to secure to them the enjoyment of Peace and Good Order has deemed it necessary in consequence of the great number of Her Majesty’s Subjects who have already settled in New Zealand and the rapid extension of Emigration both from Europe and Australia which is still in progress to constitute and appoint a functionary properly authorized to treat with the Aborigines of New Zealand for the recognition of Her Majesty’s Sovereign authority over the whole or any part of those islands – Her Majesty therefore being desirous to establish a settled form of Civil Government with a view to avert the evil consequences which must result from the absence of the necessary Laws and Institutions alike to the native population and to Her subjects has been graciously pleased to empower and to authorize me William Hobson a Captain in Her Majesty’s Royal Navy Consul and Lieutenant Governor of such parts of New Zealand as may be or hereafter shall be ceded to her Majesty to invite the confederated and independent Chiefs of New Zealand to concur in the following Articles and Conditions.” | IHRE MAJESTÄT VICTORIA, Königin des Vereinigten Königreichs Großbritannien und Irland, die mit ihrer königlichen Gunst die einheimischen Häuptlinge und Stämme Neuseelands betrachtet und bestrebt ist, ihre rechtmäßigen Anrechte und Besitzstände zu schützen und ihnen den Genuss von Frieden und guter Ordnung zu sichern, erachtet es, aufgrund der großen Anzahl von Untertanen Ihrer Majestät, die sich bereits in Neuseeland niedergelassen haben, und der raschen Ausweitung der Auswanderung aus Europa und Australien, die noch im Gange ist, für notwendig, das Amt eines Funktionsträgers einzurichten, der zu Verhandlungen mit den Eingeborenen Neuseelands über die Anerkennung der souveränen Autorität Ihrer Majestät über die gesamten oder einen Teil dieser Inseln ordnungsgemäß befugt ist, und diesen zu ernennen – Ihrer Majestät, die bestrebt ist, eine festgelegte Form der Zivilregierung zu etablieren, um die bösen Konsequenzen abzuwenden, die sich aus dem Fehlen der erforderlichen Gesetze und Vorschriften sowohl für die einheimische Bevölkerung als auch ihre Untertanen ergeben müssen, hat es daher in ihrer Gnade beliebt, mich, William Hobson, einen Kapitän der Royal Navy Ihrer Majestät, als Konsul und Vizegouverneur der Teile Neuseelands, die möglicherweise oder später an ihre Majestät abgetreten werden, zu ermächtigen und mir die Autorität zu verleihen, die konföderierten und unabhängigen Häuptlinge Neuseelands einzuladen, den folgenden Artikeln und Bedingungen zuzustimmen. |

Kapitän William Hobson

Hier wird festgestellt, dass die zunehmende Einwanderung aus Europa und Australien es erforderlich mache, dass geordnete Verwaltungsstrukturen geschaffen werden. Dabei seien die Rechte und das Eigentum der Māori zu schützen und Sicherheit und Ordnung aufrechtzuerhalten. Im Gegenzug dazu erkennen die Māori die Souveränität der britischen Krone über alle Inseln Neuseelands an. Außerdem enthält dieser Abschnitt die Bevollmächtigung William Hobsons, den Vertrag im Namen der Krone unterzeichnen zu dürfen.

### Artikel 1
| Englisch | Übersetzung |
| --- | --- |
| “The Chiefs of the Confederation of the United Tribes of New Zealand and the separate and independent Chiefs who have not become members of the Confederation cede to Her Majesty the Queen of England absolutely and without reservation all the rights and powers of Sovereignty which the said Confederation or Individual Chiefs respectively exercise or possess, or may be supposed to exercise or to possess over their respective Territories as the sole Sovereigns thereof.” | Die Chefs der Konföderation der Vereinigten Stämme Neuseelands und die davon getrennten und unabhängigen Häuptlinge, die nicht Mitglieder der Konföderation geworden sind, treten an Ihre Majestät, die Königin von England, absolut und vorbehaltlos alle Rechte und Befugnisse der Souveränität ab, die die besagte Konföderation oder die einzelnen Häuptlinge ausüben oder besitzen, oder von denen anzunehmen ist, dass sie diese über ihre jeweiligen Gebiete als alleinige Souveräne ausüben oder besitzen. |

Der Artikel 1 überträgt alle Souveränität auf die britische Krone.

### Artikel 2
| Englisch | Übersetzung |
| --- | --- |
| “Her Majesty the Queen of England confirms and guarantees to the Chiefs and Tribes of New Zealand and to the respective families and individuals there of the full exclusive and undisturbed possession of their Lands and Estates Forests Fisheries and other properties which they may collectively or individually possess so long as it is their wish and desire to retain the same in their possession; but the Chiefs of the United Tribes and the individual Chiefs yield to Her Majesty the exclusive right of Preemption over such lands as the proprietors thereof may be disposed to alienate at such prices as may be agreed upon between the respective Proprietors and persons appointed by Her Majesty to treat with them in that behalf.” | Ihre Majestät, die Königin von England, bestätigt und garantiert den Häuptlingen und Stämmen Neuseelands, und ihren jeweiligen Familien und Einzelpersonen, den vollständigen, ausschließlichen und ungestörten Besitz ihrer Ländereien und Güter, Wälder, Fischgründe und anderen Besitztümer, die sie gemeinsam oder einzeln so lange besitzen mögen, wie es ihr Wunsch ist, dieselben in ihrem Besitz zu behalten; die Häuptlinge der Vereinigten Stämme und die einzelnen Häuptlinge gewähren Ihrer Majestät jedoch das ausschließliche Vorkaufsrecht für solche Grundstücke, worauf deren Eigentümer zu verzichten geruhen, zu Preisen, welche zwischen den jeweiligen Eigentümern und von Ihrer Majestät als Unterhändler ernannten Personen vereinbarten werden. |

Der Artikel 2 garantiert den Māori alle individuellen und kollektiven Rechte und das Eigentum an von ihnen genutztem Land, landwirtschaftlichen Flächen, Wäldern und Fischereigründen, solange sie diese nicht an den Staat verkaufen.

### Artikel 3
| Englisch | Übersetzung |
| --- | --- |
| “In consideration thereof Her Majesty the Queen of England extends to the Natives of New Zealand Her royal protection and imparts to them all the Rights and Privileges of British Subjects. (signed) William Hobson, Lieutenant Governor. Now therefore We the Chiefs of the Confederation of the United Tribes of New Zealand being assembled in Congress at Victoria in Waitangi and We the Separate and Independent Chiefs of New Zealand claiming authority over the Tribes and Territories which are specified after our respective names, having been made fully to understand the Provisions of the foregoing Treaty, accept and enter into the same in the full spirit and meaning thereof: in witness of which we have attached our signatures or marks at the places and the dates respectively specified. Done at Waitangi this Sixth day of February in the year of Our Lord One thousand eight hundred and forty.” | In Anbetracht dessen dehnt Ihre Majestät, die Königin von England, ihren königlichen Schutz auf die Eingeborenen Neuseelands aus und gewährt ihnen alle Rechte und Privilegien britischer Untertanen. (gezeichnet) William Hobson, Vizegouverneur. Wir, die Chefs der Konföderation der Vereinigten Stämme Neuseelands, zum Kongress versammelt in Victoria in Waitangi, und wir, die getrennten und unabhängigen Häuptlinge Neuseelands, die wir Autorität über die Stämme und Gebiete beanspruchen, die nach unseren jeweiligen Namen angegeben sind, akzeptieren deshalb nun, nachdem man uns die Bestimmungen des vorstehenden Vertrags vollständig zu verstehen gegeben hat, diesen Vertrag und treten ihm im vollen Bewusstsein seines Geistes und seiner Bedeutung bei; als Zeugnis dessen haben wir unsere Unterschriften oder Zeichen an den jeweils vorgesehenen Stellen angebracht. Geschehen zu Waitangi am sechsten Februar im Jahr unseres Herrn Achtzehnhundertvierzig. |

Der Artikel 3 gewährt den Māori den Status von britischen Untertanen.

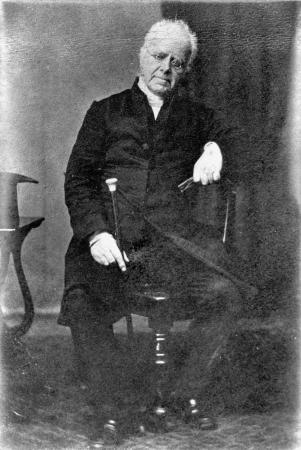
Henry Williams (um 1865)

## Rechtliche Wirkung
„The Treaty“, wie die Neuseeländer den Vertrag häufig bezeichnen, machte Neuseeland zu einer britischen Kolonie und stellt den Anfang moderner Staatlichkeit Neuseelands dar. Der Treaty of Waitangi ist nach wie vor anwendbares Recht. Bis heute gibt es Rechtsfragen und konkrete Fälle, in denen der Vertrag unterschiedlich interpretiert wird. Heute regelt das 1975 über den Treaty of Waitangi Act 1975 gegründete Waitangi Tribunal solche Streitfragen. Māori können Ansprüche aus dem Vertrag vor diesem Tribunal geltend machen. Am 25. Juni 2008 unterzeichneten die Regierung Neuseelands und Vertreter von sieben Māori-Stämmen eine Übereinkunft, die die Regierung verpflichtet, rund 243 Millionen Euro Entschädigung für Verletzungen des Treaty of Waitangi zu zahlen.

## Übersetzungsfehler und deren Folgen
Im Artikel 1 des Vertrages wird im englischsprachigen Text von den Māori-Chiefs der Krone all the rights and powers of Sovereignty über ihr Land garantiert. In der Übersetzung für die Māori wird hingegen von te Kawanatanga katoa gesprochen, was Regierung über das Land bedeutet, und von te tino rangatiratanga in Artikel 2, womit den Chiefs die Ausübung der Führerschaft über ihre Klans, ihr Land, ihre Dörfer und alle anderen ihnen kostbaren Dinge garantiert wird.
Hätte der Missionar Henry Williams, der den englischen Text in die Sprache der Māori brachte, in seiner Übersetzung die Wörter kingitanga („uneingeschränkte Macht“) und mana („Macht über das Land“) für all the rights and powers of Sovereignty verwendet, hätte wohl kein Führer der Klans den Vertrag je unterzeichnet.
Die Übersetzungsfehler, gewollt oder aus mangelnder Kenntnis, führten zu unterschiedlichen Interpretationen des Vertrages und dazu, dass durch Gesetze und Krieg Māori ihres Landes enteignet, ihrer kulturellen Identität und wirtschaftlichen Unabhängigkeit beraubt wurden.
Erst mit der Einrichtung des Waitangi-Tribunals im Jahr 1975 durch die New Zealand Labour Party haben die Māori die Möglichkeit bekommen, ihr Recht auf Land einzuklagen und für Enteignung Kompensation zu fordern.

## Geschichte zur Entstehung des Vertrages

### Vorgeschichte

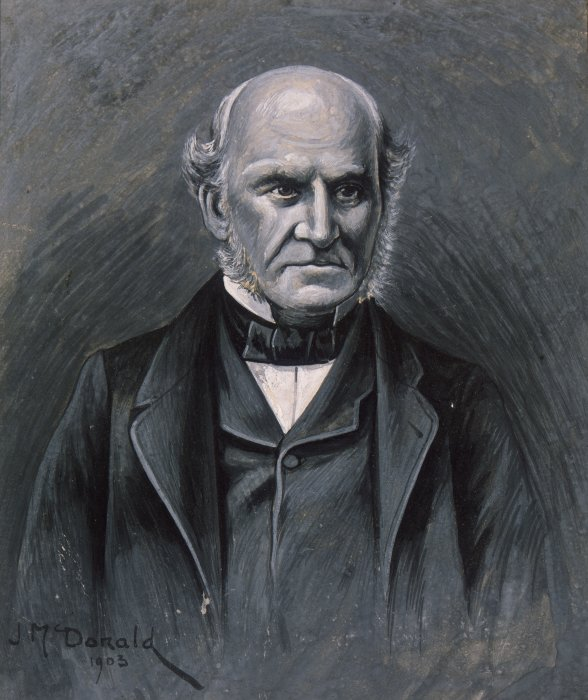
James Busby, British Resident in Neuseeland, Porträt von James Ingram McDonald

Flagge der United Tribes of New Zealand (1834–1840)

Anfang der 1830er Jahre zeigte die britische Krone noch wenig Interesse, sich in Neuseeland stärker zu engagieren. Doch als am 3. Oktober 1831 mit der Favorite ein französisches Kriegsschiff in der Bay of Islands anlegte, kam das Gerücht auf, Frankreich wollte mit dem Besuch seine Ambitionen an eine Annexion Neuseelands unterstreichen. Dazu kam, dass es unter den Māori kriegerische Auseinandersetzungen gab, sowie Konflikte zwischen den Māori und den Pākehā, den Europäern (weißen Siedlern). Missionare und Māori baten um Hilfe.
Mit dem Status eines Britischen Residenten ausgestattet, wurde James Busby 1833 vom Colonial Office (britisches Kolonialamt) nach Neuseeland geschickt, um die Konflikte zu befrieden und um britische Präsenz zu zeigen. Busby hatte keine wirkliche Macht, und keine Soldaten, die ihm nur im Notfall zur Hilfe eilen konnten, wurde aber von den Māori weitgehend respektiert, eine Vermittlerrolle zu übernehmen.
Hinsichtlich der Konflikte zwischen Māori und Siedlern versuchte Busby Rechtsregeln einzuführen, die am Modell seiner britischen Heimat orientiert waren und in Bezug auf die Befriedung der Māori, gelang es ihm am 20. März 1834 die Māori-Anführer der Region zu versammeln, um mit ihnen aus drei von ihm entworfenen Flaggen eine auszuwählen, die für die Confederation of United Tribes, der Vereinigung aller Māori-Stämme stehen sollte. Gut ein Jahr später brachte er 34 der nördlichen Māori-Häuptlinge dazu, am 28. Oktober 1835 die Unabhängigkeitserklärung Neuseelands zu unterzeichnen, ein außenpolitisches Signal, vor allem an Frankreich.

### William Hobson erreicht Neuseeland
Am 29. Januar 1840 erreichte Lieutenant-Gouverneur William Hobson die Bay of Islands. Einen Tag später ließ er von der Church Mission Society, unter der Henry Williams eine Missionarstation betrieb, einen Einladungsbrief an die Māori-Chiefs der nördlichen Klans drucken und versenden. Mit dem Brief, vom Mitarbeiter der Mission William Colenso erstellt, lud Hobson alle Klanchefs für den 5. Februar nach Waitangi zu einem Treffen ein.
Hobson machte mit seinem Sekretär James Freeman Notizen zu einem möglichen Vertrag, doch Busby, der von Hobson um Hilfe gebeten wurde, fand die Aufzeichnungen nicht ausreichend und erstellte am 3. Februar einen Vertragsentwurf mit ausführlichen Erklärungen und bildete ab, was vom Colonial Office gefordert war: Nämlich die Aufgabe der Souveränität der Māori-Chiefs, die Kontrolle über Landverkäufe, Schutz für die Māori und für sie alle Rechte als Untertanen der britischen Krone. Auch der Besitz an ihrem Land, an Fischgründe und am Wald wurde ihnen garantiert.
An dem Vorabend der Versammlung erhielten Henry Williams und sein Sohn Edward, die beide keine Juristen waren, aber die Sprache der Māori beherrschten, den Vertrag zur Übersetzung in Māori. Es blieb ihnen somit nur eine Nacht und es musste beiden klar gewesen sein, dass der Vertrag in dieser Form, der den Māori ihre Souveränität nehmen würde, unter ihnen keine Zustimmung finden würde. Ihre Übersetzung war es dann schließlich, die unter den Chiefs in gutem Glauben ihre Zustimmung fand.

### 5. Februar 1840
Von 9:00 Uhr an versammelten sich die Vertreter der britischen Krone, Kirche und Siedler auf der einen und über 500 Māori auf der anderen Seite an dem vereinbarten Platz in Waitangi. Als Übersetzer fungierte Henry Williams. Die versammelten Chiefs debattierten bis in die Nacht hinein das Für und Wider des Vertrages und ließen sich alle Details von Henry Williams genau erklären. Zum Ende der Versammlung setzte Hobson einen neuen Termin für den 7. Februar um 10:00 Uhr an.

### 6. Februar 1840
Hobson erwartete, dass die Māori-Chiefs über drei Tage über den Vertrag nachdenken und diskutieren würden und war sehr erstaunt, dass er am 6. Februar von ihnen zur Versammlung gerufen wurde. Gegen Mittag war die Versammlung komplett und Hobson lehnte es ab, weiter inhaltlich zu diskutieren. Bedenken, die von William Colenso vorgetragen wurden, dass seiner Meinung nach die Māori den Vertrag nicht in seiner Tragweite verstehen würden und er ihnen noch einmal erklärt werden müsste, wurden von Hobson und den anderen Vertretern der Kirche zurückgewiesen.

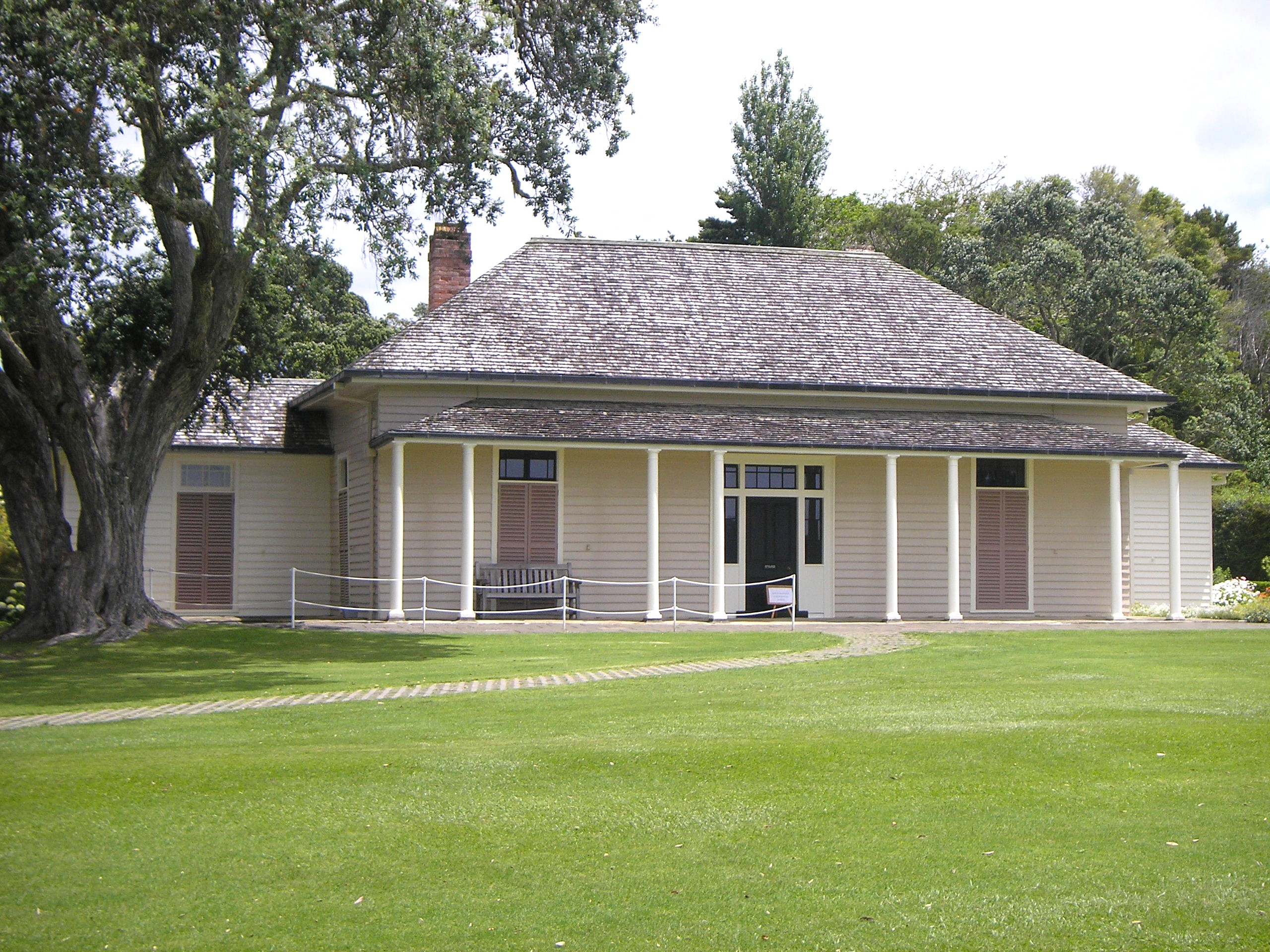
Busbys Residenz, heute: Treaty House

Schließlich unterzeichnete Here Hoani Heke den Vertrag im Vertrauen auf die Aussage der Missionare als Erster, danach folgten ihm alle anderen Chiefs. Am 10. Februar reiste Hobson mit dem Kapitän der H.M.S. Herald zur Te-Waimate-Missionsstation und in die Gegend um den Hokianga Harbour, um weitere Unterschriften zu sammeln. Als sie am 14. Februar zurückkamen, konnten sie bereits über 120 Unterschriften vermelden.

### 2024 Māori-Proteste gegen Unterdrückung
Aus Kritik an einem Gesetzentwurf zur Um-Interpretierung des Vertrag von Waitangi zerriss die 22-jährige Abgeordnete Hana-Rawhiti Maipi-Clarke von der Te Pati Maori Party eine Kopie des Gesetzesentwurfs während der Abstimmung im neuseeländischen Parlament und führte ihre Mitstreiter in einem traditionellen „Haka“. Auch die Zuschauer stiegen ein. Tausende Menschen hatten sich einem neuntägigen Hikoi (Marsch) zur Hauptstadt angeschlossen, um gegen den umstrittenen Gesetzesentwurf zu protestieren. Nachdem der Gesetzentwurf am 10. April 2025 mit 112 zu 11 Stimmen im Parlament abgelehnt wurde, sangen Abgeordnete mehrerer politischer Lager gemeinsam ein Waiata.

## Waitangi Day
Der Jahrestag der Unterzeichnung des Treaty of Waitangi wird seit 1934 offiziell gedacht und ist seit 1974 gesetzlicher Feiertag. Er hat als Waitangi Day den Status eines Nationalfeiertags. Seit dem 1. Januar 2014 ist der Waitangi Day „mondayised“, was bedeutet, dass, wenn der Feiertag auf einen Tag am Wochenende fällt, der folgende Montag arbeitsfrei ist.

## Memory of the World Register
Der Treaty of Waitangi wurde 1997 in die Liste des Weltdokumentenerbes der UNESCO (Memory of the World Register) eingetragen.

## Weiterführende Literatur
- Ulf Tiemann: Rechte der Ureinwohner Neuseelands aus dem Vertrag von Waitangi. In: Münsteraner Studien zur Rechtsvergleichung. Band 51. Lit Verlag, Münster 1999, ISBN 3-8258-4349-1 (Dissertation).
- Giselle Byrnes: The Waitangi Tribunal and New Zealand History. Oxford University Press, Auckland 2004, ISBN 0-19-558434-1 (englisch).